# Lovikkajärvi
Lovikkajärvi är en sjö i Pajala kommun i Norrbotten och ingår i Torneälvens huvudavrinningsområde. Sjön har en area på 0,0476 kvadratkilometer och ligger 267 meter över havet.

## Delavrinningsområde
Lovikkajärvi ingår i det delavrinningsområde (754180-180377) som SMHI kallar för Mynnar i Vaijajoki. Medelhöjden är 282 meter över havet och ytan är 7,32 kvadratkilometer. Det finns inga avrinningsområden uppströms utan avrinningsområdet är högsta punkten. Vattendraget som avvattnar avrinningsområdet har biflödesordning 5, vilket innebär att vattnet flödar genom totalt 5 vattendrag innan det når havet efter 321 kilometer. Avrinningsområdet består mestadels av skog (77 procent) och sankmarker (19 procent). Avrinningsområdet har 0,05 kvadratkilometer vattenytor vilket ger det en sjöprocent på 0,6 procent.